# Michael Polanyi
Michael Polanyi, nascido Polányi Mihály, (Budapeste, 12 de março de 1891 — Northampton, 22 de fevereiro de 1976) foi um polímata húngaro-britânico que fez contribuições teóricas importantes para a físico-química, economia e filosofia. Membro da Royal Society eleito em 1944 e um membro do Merton College.

## Biografia
Polanyi nasceu em Budapeste em 12 de Março de 1891. A família de seu pai era de empreendedores, enquanto a de sua mãe era de rabinos em Vilnius. A família se mudou para Budapeste e mudaram seu sobrenome para Polányi. Após a morte de seu pai, em 1905, Polanyi entrou na University of Budapest (Universidade de Budapeste) para estudar medicina.  Ele se formou em medicina em 1913  e obteve seu título de Ph.D. em físico-química em 1917, enquanto servia ao exército na Primeira Guerra Mundial. A pesquisa de Polanyi foi apoiada por Albert Einstein e supervisionada por Gusztáv Buchböck.

## Carreira
Os interesses de Polanyi eram extremamente diversos, incluindo trabalhos em cinética química, difração de raios X e a adsorção de gáses em superfícies sólidas.
Em 1920 ele se mudou para Berlim para trabalhar no Kaiser Wilhelm Institute for Fiber Chemistry (Institute Kaiser Wilhelm para Fibra Química) . Em 1923, Polanyi se tornou diretor do grupo de pesquisa sobre cinética química no Fritz Haber’s Institute for Physical Chemistry and Electrochemistry ( Institute do Fritz Haber para Físico-Química e Eletroquímica).
Dos anos 1910 até 1930, Polanyi propôs, geralmente simultaneamente, diversos programas de pesquisa em físico-química. Em 1930, em colaboração com Fritz London, Polanyi usou a nova mecânica quântica na formulação de uma nova e generalizada explicação para forças de adsorção.
Outro foco de seus trabalhos era o estudo da difração de raio-x de fibras e metais naturais, incluindo a celulose, substância para qual Polanyi propôs, em 1921, uma estrutura de corrente longa e alto massa molecular. Apesar de correta, esta hipótese sofreu forte oposição de químicos em Berlim, então Polanyi e seus colegas de trabalho largaram suas teorias sobre a estrutura da celulose e inauguraram um programa de análise de estado sólido para fibras e metais estendidos utilizando o método de análise de raio-x para cristais em pó girantes. Em 1932 Polanyi apresentou o conceito de deslocamento para descrever as força de cristais.
A contribuição mais conhecida de Polanyi foi na área de cinética química e cinética dinâmica. Por volta de 1919, Polanyi começou a desenvolver um método experimental para quimiluminescência e ‘flamas altamente diluídas’ para estudar as taxas de reação entre gases como vapor de sódio e gás de cloro. Em 1929 ele desenvolveu, juntamente com Henry Eyring, o procedimento que passou a ser chamado ‘método semi-empírico’ para prever energias de ativação de reações químicas. No artigo de Eyring e Polanyi foi apresentado um dos primeiros modelos de energia potencial de superfície para reações químicas. Este artigo, juntamente com outros publicados por Polanyi, Eugene Wigner e H. Pelzer, vieram a ser conhecidos como os que fundaram a moderna área de dinâmica química.
Seu filho, John Polanyi, seguiu os passos do pai na área da dinâmica de reações químicas fundamentais e ganhou o  Prêmio Nobel de Química de 1986 compartilhado com Dudley Herschbach e Yuan T. Lee. Além dele, dois de seus alunos, Melvin Calvin e Eugene Wigner, receberam Prêmio Nobel.
Após 1933, quando foi expulso de Berlim devido a recentes leis criadas pelo sistema nazista, Polanyi se mudou para Manchester, onde se aproximou da economia, política e da natureza da ciência. Sua decisão de escrever sobre ciência, ao invés de de continuar fazendo ciência, foi motivada pela falha do geneticista Nikolai Vavilov em convencer seus oponentes soviéticos da validade da ciência Ocidental em soberania a nova ciência soviética. 
Nos anos seguintes Polanyi se dedicou a política, economia e, principalmente, a filosofia da ciência. Escreveu sobre conhecimento tácito, conhecimento pessoal e como estes influenciam as decisões e práticas dos pesquisadores, além de explicitar os mecanismos pelos quais as teorias científicas são aceitas na comunidade científica. Polanyi se aposentou em 1959 na Merton College em Oxford como um pesquisador sênior.
No longo prazo, a filosofia da prática científica e do conhecimento tácito de Polanyi influenciou historiadores, sociólogos e filósofos da ciência como Thomas Kuhn, Donald Schön, Chris Argyris, Eisner e Jerome Bruner. 

## Direito
O conceito de policentrismo de Polanyi influenciou o direito. O conceito de policentrismo tem influenciado o campo da jurisprudência. A ideia básica é que ao decidir um litígio concreto, o tribunal exerce uma influência imprevisível de inúmeras formas sobre outras decisões judiciais. Lon L. Fuller afirma que o controle de constitucionalidade é um processo de "saber quando os elementos policêntricos se tornam tão significantes e predominantes que os próprios limites da adjucação que tem sido atingidos".

## Apresentações Gráficas de Questões Sociais
Em uma palestra apresentada em 1936, Polanyi disse que a substituição de uma apresentação verbal por uma visual iria, por si só, livrar a mente das pessoas de falácias econômicas. Baseado nisso, Polanyi produziu, em 1940, uma animação gráfica chamada Unemployment and Money (Desemprego e Dinheiro) que, em suas palavras, era uma tentativa de popularizar a teoria econômica de Keynes. Nela ele usa o sistema de fluidos como um modelo para economia; o fluido era uma metáfora para dinheiro e mercadorias, enquanto o  volume do fluxo de fluidos era uma metáfora para a combinação de frequências monetárias de valores de diferentes tipos de trocas econômicas; os frascos e beakers representavam os vários tipos de atores econômicos, enquanto os tubos representavam as conexões entre esses atores pelas quais os diferentes volumes de dinheiro e mercadorias fluíam.
Porém, com o tempo, ele parou de afirmar este modelo e depois, após a publicação de Full Employment and Free Trade (Emprego Pleno e Livre Comércio, tradução livre), em 1945, tais apresentações visuais desapareceram. Vários são os exemplos que comprovam isto: nem em Science, Faith and Society, 1946, Personal Knowledge (Conhecimento Pessoal), 1958, The Tacit Dimension (A Dimensão Tácita), 1966, ou Knowing and Being (Sabendo e Sendo), 1969, há algum diagrama ou recurso visual. Estas evidências demonstram como ele abandonou a utilização de uma ideia que ele defendida tanto.
De fato, a publicação de Full Employment and Free Trade é um marco nas mudanças de Polanyi. Primeiro, ele parou de tentar apresentar questões sociais de maneira visual e de advogar por tal método; segundo, ele parou de enfatizar um modelo de “fluidos dinâmicos” para o sistema econômico; terceiro, ele parou de tentar popularizar a teoria Keyniseana (Teoria Geral de Emprego, Interesse e Dinheiro).  

## Michael Polanyi eJohn Maynard Keynes
Richard W. Moodey, em seu artigo “‘Visual Presentations of Social Matters’ and Later Changes in Polanyi’s Social Theory”, afirma que Michael Polanyi estava tão entusiasmado com a teoria de Keynes porque esta tornou explícito algumas de suas crenças tácitas, e desenvolveu as implicações destas crenças para além do que ele próprio tinha feito.  Entretanto, já em 1958, quando publicou Personal Knowledge,  é perceptível uma mudança em seu pensamento. Das seis citações de Keynes, nenhuma delas é referente a teoria econômica de Keynes, o que mostra um Polanyi menos entusiasmado pela Teoria Geral de Emprego, Interesse e Dinheiro.
Em “Observations on Michael Polanyi’s Keynesianism,”  2005, Manucci foca nas diferenças entre a Teoria Geral de Keynes e A Teoria de Polany apresentado em  “Full Employment and Free Trade”. Já em 1945 havia claras diferenças entre os dois, classificada por ela como o “liberalismo moderado” de Polanyi e o socialismo de Keynes. Enquanto Polanyi enfatiza a importância de uma separação entre a teoria do emprego pleno, que possui apenas características econômicas, e os problemas sociais, os quais têm características políticas, Keynes acredita ser possível tal conexão. 

## Ciência e Realidade e o Valor do Inexato
Em seu artigo The Value of the Inexact e também no primeiro capítulo do seu livro Science, Faith and Society, Polanyi argumenta o quão danoso e inútil a exatidão se torna quando se aproxima da física. Como exemplo, ele cita o fato de que se dois ou três átomos forem ligados, seus comportamentos se tornam tão complexos que atravessam os limites da exatidão. Devido a isso, Polanyi afirma que é irracional afirmar que por meio de medidas precisas e tratamentos matemáticos uma descrição exata de sistemas complexos como organismos vivos e organizações sociais será encontrada.  Ele afirma que o mero fato de que não há segurança da validade das leis consideradas naturais e  exatas leva a conclusão de que essas leis somente têm valor em combinação com os elementos de incerteza contidos nele, que serão compensadas pelo sanção suprema da validade, a fé no então dominante modelo científico.  
Para Polanyi, nada disso tira o caráter objetivo da ciência, pois, para ele, ele não é definido pelo distanciamento do conhecedor do conhecido, mas sim pelo poder da ciência para estabelecer contato com uma realidade oculta com base nas habilidades e compromisso do conhecedor.  

## Conhecimento Tácito
O pensamento central de de Polanyi é a crença que atos criativos - principalmente atos de descoberta - são fortemente guiados e carregados com sentimentos pessoais e comprometimento. Argumentando contra o então dominante pensamento de que a ciência era livre de julgamento, Polanyi defendeu que toda e qualquer forma de questionamento, por mais lógico e bem fundamentado, tem em suas raízes elementos tácitos.
Polanyi argumentou que existe uma fase tácita durante o processo de construção do conhecimento que precede a fase lógica. Nela surgem as hipóteses, palpites, intuições e imaginações, que são parte do processo exploratório e que, segundo Polanyi, são motivados pelo que ele descreveu como “paixões”, ou conhecimento pessoal. É definida como pessoal a medida  que a descoberta é compelida por motivos pessoais, internos, os quais influenciam o julgamento das decisões do pesquisador na obtenção do resultado. 

## Liberdade
Uma das discussões de Polanyi em Science, Faith and Society é a liberdade do homem. Para ele, o governo surge com o objetivo de assegurar o bem da sociedade, mas pode restringir a liberdade, caso não permita que as pessoas possam tomar decisões econômicas de forma livre e consciente. Ele traz a Ciência como independente do governo, moldada não por um soberano, mas por todos os cientistas que agem como soberanos a cada nova descoberta. Fica claro sua visão de que a comunidade científica irá aceitar como certo o resultante das opiniões de todos os cientista, para ele, o contrato social na comunidade científica toma uma diferente forma, pois consiste na doação de uma pessoa para servir um ideal. Um recém chegado na comunidade científica se compromete com as normas e regras de conduta da comunidade. Aqueles que surgem com descobertas revolucionárias pleiam por entrar no Contrato social da Ciência sob condições modificadas. A partir de então, este cientista se torna me
mbro da sua própria comunidade. Disto, vê-se que esta dedicação o compele a agir com sua própria consciência, o que representa uma obrigação em ser livre. Argumenta que a liberdade não significa estar livre de obrigações, crenças e morais, pois está própria definição é inconsistente consigo mesma, mas que tal liberdade encontra-se em poder seguir as obrigações da consciência sem ser rejeitado pela comunidade.
Para Polnayi,a forma de guiar a consciência para utilizar a intensidade certa de vontade e convicção na busca pelo conhecimento se encontra na arte da discussão livre, transmitida pela tradição de liberdades cívicas e nas instituições democráticas que protegem a discussão livre, tais como o Congresso, as cortes, a impressa e as igrejas protestantes. 
Em resumo, Michael Polanyi defendeu a importância do Estado na garantia do bem-estar social. Sua abordagem enfatizava a necessidade de equilibrar as forças do mercado com a intervenção estatal para proteger os indivíduos e promover uma sociedade mais justa. Suas ideias continuam a influenciar o debate sobre políticas públicas e a relação entre mercado e Estado. 

### Artigos
- "Possible Relationships Between Polanyi's Insights and Modern Findings in Psychology, Brain Research, and Theories of Science". W. Jim Neidhardt. JASA 31 (March 1979): 61-62.
- "The Biblical Insights of Michael Polanyi". Walter R. Thorson. JASA 33 (September 1981): 129-138.
- "Time, Chaos Theory and the Thought of Michael Polanyi". J.W. Stines. JASA 44 (December 1992): 220-227.